# Liste der Bodendenkmäler in Weichs
Auf dieser Seite sind die Bodendenkmäler in der oberbayerischen Gemeinde Weichs zusammengestellt. Diese Tabelle ist eine Teilliste der Liste der Bodendenkmäler in Bayern. Grundlage ist die Bayerische Denkmalliste, die auf Basis des Bayerischen Denkmalschutzgesetzes vom 1. Oktober 1973 erstmals erstellt wurde und seither durch das Bayerische Landesamt für Denkmalpflege geführt wird. Die folgenden Angaben ersetzen nicht die rechtsverbindliche Auskunft der Denkmalschutzbehörde.

## Bodendenkmäler der Gemeinde Weichs

### Bodendenkmäler in der Gemarkung Ainhofen
| Lage                | Objekt                                        | Akten-Nr.     | Bild |
| ------------------- | --------------------------------------------- | ------------- | ---- |
| Ainhofen (Standort) | Burgstall des hohen oder späten Mittelalters. | D-1-7534-0195 |      |

### Bodendenkmäler in der Gemarkung Asbach
| Lage              | Objekt | Akten-Nr.     | Bild |
| ----------------- | --- | ------------- | ---- |
| Asbach (Standort) | Untertägige mittelalterliche und frühneuzeitliche Befunde und Funde im Bereich der Katholischen Filialkirche St. Georg in Ebersbach. | D-1-7634-0170 |      |

### Bodendenkmäler in der Gemarkung Frauenhofen
| Lage                   | Objekt                                     | Akten-Nr.     | Bild |
| ---------------------- | ------------------------------------------ | ------------- | ---- |
| Frauenhofen (Standort) | Grabhügel vorgeschichtlicher Zeitstellung. | D-1-7634-0018 |      |

### Bodendenkmäler in der Gemarkung Pasenbach
| Lage                 | Objekt                                                                      | Akten-Nr.     | Bild |
| -------------------- | --------------------------------------------------------------------------- | ------------- | ---- |
| Pasenbach (Standort) | Bestattungsplatz mit Kreisgraben vor- und frühgeschichtlicher Zeitstellung. | D-1-7634-0054 |      |

### Bodendenkmäler in der Gemarkung Petershausen
| Lage                    | Objekt                                     | Akten-Nr.     | Bild |
| ----------------------- | ------------------------------------------ | ------------- | ---- |
| Petershausen (Standort) | Grabhügel vorgeschichtlicher Zeitstellung. | D-1-7634-0186 |      |

### Bodendenkmäler in der Gemarkung Weichs
| Lage              | Objekt | Akten-Nr.     | Bild |
| ----------------- | --- | ------------- | ---- |
| Weichs (Standort) | Untertägige mittelalterliche und frühneuzeitliche Befunde und Funde im Bereich der Katholischen Pfarrkirche St. Martin in Weichs und ihrer Vorgängerbauten. Siehe auch: St. Martin (Weichs) | D-1-7634-0172 |      |
| Weichs (Standort) | Untertägige mittelalterliche und frühneuzeitliche Befunde und Funde im Bereich des ehemaligen Schlosses Weichs und seiner Vorgängerbauten.                                                  | D-1-7634-0173 |      |
| Weichs (Standort) | Untertägige mittelalterliche und frühneuzeitliche Befunde und Funde im Bereich der Katholischen Filialkirche St. Stephanus in Aufhausen.                                                    | D-1-7634-0175 |      |